# Музей Калуст Гулбенкян
Музеят „Калуст Гулбенкян“ (на португалски: Museu Calouste Gulbenkian) е художествен музей в Лисабон, с колекция от европейско изобразително изкуство, както и редица паметници на източното и на античното изкуство, събрана от предприемача Калуст Гулбенкян. Той е открит на 2 октомври 1969 г. според завещание на милиардера и се субсидира от фондация с неговото име.

## Колекция
Цялата колекция на музея включва над 6 хиляди предмети, от които експозицията представя около хиляда.

### Творби от сбирката закупени от колекцията на Ермитажа
В колекцията на европейска живопис, притежание на музея, важно място заемат платна, закупени от Гулбенкян в началото на 1930-те години при продажба на картини от колекцията на Ермитажа, включително и „Портрет на Елена Фоурмен“ на Петер Паул Рубенс, „Портрет на мъж“ на Рембранд, „Благовещение“ Боутс, скулптура на Жан Антоан Удон.
- Дирк Боутс
 „Благовещение“
- Питър Паул Рубенс
. „Портрет на Елена Фоурмен“
- Рембранд
. „Портрет на мъж“
- Жан Антоан Удон. „Диана“
- Франческо Гуарди. „Празник на Възнесение на площад „Сан Марко“
- Уилям Търнър
 "Бедствие на „Минотавъра“"

### Колекция европейско изкуство
Европейското изкуство е с раздели, посветени на изкуството на книгата, скулптурата, живописта и декоративното изкуство, особено френското изкуство от 18 век и произведения на Рене Лалик. В тази колекция широк брой творби отразяват различни европейски художествени тенденции от началото на ХІІ век до средата на 20 век. Турът започва с произведения от слонова кост и илюстровани ръкописи, последвани от селекция от 15, 16 и 17 век от скулптури и картини. Ренесансово изкуство, представено от художници от Нидерландия, Фландрия, Франция и Италия показват в съседната зала. Френското декоративно изкуство от 18 век има специално място в музея с изключителни златни и сребърни предмети и мебели, както и картини и скулптури. Този тематичен раздел е последван от зали, показващи голяма група картини от венецианския художник Франческо Гуарди, английски картини от 18 и 19 век, а накрая превъзходна колекция от бижута и стъкло на Рене Лалик, изложена в собствена зала.
Сред художниците, чиито платна са представени в музея са Рогир ван дер Вейден, Доменико Гирландайо, Виторе Карпачо, Чима да Конелиано, Ван Дайк, Франс Халс, Саломон ван Рейсдал, Франсоа Буше, Жан-Оноре Фрагонар, Томас Гейнзбъро, Търнър, Коро, Жан-Франсоа Миле.

#### Готика
Готиката е представена също с интересни скулптури, малки статуи и часослови и други кавалетни творби.
- Св. Мартин Турски поделя плаща си с просяк
- Диптих от XIV век
- Мадоната с младенеца, принадлежала на Жана Еврьо
- Доменико Гирландайо „Портрет на млада жена“ 1490

- колекция на часослови
- страници от часослов

#### Импресионисти
Има интересна колекция на импресионистите Мане, Пиер-Огюст Реноар, Едгар Дега, Клод Моне.
- Реноар: Мадам Моне чете Фигаро
- Мане: Момче

#### Огюст Роден
В колекцията специално място заема скулптура на Огюст Роден.

#### Амадео де Соуза Кардосо
Амадео де Соуза Кардосо е представител на постмодернизма и кубизма в португалската живопис.
Много ценен в началото на ХХ век прави изложби в Москва, Лондон, Париж, Берлин, Хамбург, Мюнхен и други градове на Европа.
- Клоун, кон и саламандър
- Виолончело

### Декоративно приложно изкуство
Важно място в експозицията също заема колекция на западно-европейски мебели и предмети на декоративно-приложното изкуство от XVIII век, средновековни рисувани ръкописи.

#### Колекция скици на бижута и бижута наРене Лалик
Лалик е френски бижутер, художник и дизайнер, работил в областта на декоративните изкуства и известен с работите си от цветно стъкло в стил ар нуво. Най-известни са неговите шишенца за парфюм, вази, бижута, лампиони, часовници и орнаментални фигурки (емблеми) за капака на автомобили. Колекцията от негови творби е голяма и в отделна зала. Има представени и скици за някои от бижутата.
- брошка „водно конче“
- диадемо орхидея

#### Пробори за маса на руския император
Интерес представлява богатата колекция от прибори за маса от сребро на последния руски император, включваща прибори от десертни лъжици до огромни супници с двуглавия орел, скиптъра на държавата.

## Древно и източно изкуство
Друга част от експозицията, разположена на цял етаж, представляват древните египетски и месопотамски паметници, антични керамика и нумизматика, предмети на изтока, както и на арменското изкуство.
- египетска статуетка от XXVI династия
- вази от династия Чан
- Ваза от XIV век